# Richard Warren (médecin)
Richard Warren (1731–1797) est un médecin anglais en vue dans la société à la fin du XVIIIe siècle.

## Jeunesse
Né à Cavendish, Suffolk le 4 décembre 1731, il est le troisième fils du Dr Richard Warren (1681–1748), archidiacre de Suffolk et recteur de Cavendish, et de sa femme Priscilla (décédée en 1774), fille de John Fenner. Il est le frère cadet de l'évêque John Warren (évêque). Il fait ses études au lycée Bury St. Edmunds.
Warren entre au Jesus College de Cambridge en 1748  peu de temps après la mort de son père. Là, il obtient un BA en tant que quatrième wrangler en 1752 et est élu membre du collège. Il passe MA en 1755 et MD le 3 juillet 1762.
A l'obtention d'une bourse, son penchant l'oriente vers le droit, le hasard le fait médecin. Au Jésus College, il est précepteur du fils de Peter Shaw, médecin ordinaire de George II et George III, et en 1763 succède à la pratique de Shaw, alors son beau-père .

## Carrière
Le 5 août 1756, ayant alors une licence ad practicandum de l'université de Cambridge, Warren est élu médecin au Middlesex Hospital et, le 21 janvier 1760, il devient médecin au St George's Hospital. Il démissionne du premier poste en novembre 1758, et du second en mai 1766 .
Warrenes est admis candidat au Royal College of Physicians le 30 septembre 1762. Sir Edward Wilmot, alors médecin de la cour, demande à Warren de l'aider à soigner la princesse Amelia. Lorsque Wilmot prend sa retraite, Warren continue comme médecin de la princesse, puis par son influence, il est nommé médecin du roi à la démission de Shaw. Il est élu membre du Collège des médecins le 3 mars 1763. Il prononce les conférences gulstoniennes au Collège en 1764 et l'oraison harveienne en 1768. Il est censeur en 1764, 1776 et 1782. Le 9 août 1784, il est déclaré élu. Il devient membre de la Royal Society en 1764 .
En 1787, Warren est nommé médecin du prince de Galles, qui l'envoie auprès du roi pendant sa première période de « folie » en 1788-1789. Sa carrière médicale lui apporte des ressources financières inédites en Angleterre. Il meurt dans sa maison de Dover Street le 22 juin 1797. Il est inhumé dans l'église paroissiale de Kensington le 30 juin 1797. Elizabeth Inchbald compose des vers de deuil à sa mémoire .
L'article de Warren sur le polype bronchique et un essai sur la Colica Pictonum sont publiés dans les Transactions of the College of Physicians. Son discours latin de Harveian est également publié, en 1769.

## Vie privée
Warren épouse Elizabeth Shaw, fille de Peter Shaw, en 1759. Il meurt en la laissant veuve avec huit fils et deux filles. Les fils comprennent Frederick Warren, contre-amiral, et Pelham Warren, le médecin. Warren lègue à sa famille plus de 150 000 £ .